# Antonello Capurso
Antonello Capurso (Roma, 16 ottobre 1955) è un giornalista e scrittore italiano.

## Biografia

### Attività giornalistica
Ha iniziato l'attività giornalistica su "La voce repubblicana", passando poi all'Agenzia Giornalistica Italia. Nel 1990 entra nel gruppo Mediaset, per il quale, a partire dai telegiornali Tg5, Tg4, Studio Aperto e TgCom24, ha costantemente seguito l'attualità politica e di governo. Ha collaborato alla RAI, a Panorama, al Magazine del Corriere della Sera, a Il Foglio di Giuliano Ferrara (per il quale ha curato tra l'altro la rubrica settimanale di costume politico "Colonna Ruffiana", uscita per la prima volta il 26 marzo 1997 con il nome di "Gossip"), al Corriere di Viterbo. Attualmente collabora con "Linkiesta", quotidiano online diretto da Christian Rocca. È stato iscritto all'Associazione Stampa Parlamentare. E' componente del Direttivo del Museo Storico della Liberazione di via Tasso (designato dal Ministero della Difesa per il triennio 2024-2027). E' componente del Direttivo della Fiap (Federazione italiana delle Associazioni Partigiane). Dal 2025 è Segretario generale del Premio storico-letterario Democrazia e Libertà, e del Premio Ferruccio Parri, organizzati dalla Fiap in collaborazione con l'Università La Sapienza di Roma. È socio della Associazione Nazionale Carabinieri, Tutela dei Beni Artistici.

### Saggistica
- "Dialogo sulla giustizia, Anna Finocchiaro con Antonello Capurso" casa editrice Passigli. 2005
- "I discorsi che hanno cambiato l'Italia, da Garibaldi e Cavour a Berlusconi e Veltroni" casa editrice Oscar Storia Mondadori, 2008.
- "Le frasi celebri nella storia d'Italia, da Vittorio Emanuele II a Silvio Berlusconi" casa editrice Oscar Storia Mondadori, 2011.
- "Storia dell'insolenza (Offese, insulti e turpiloquio nella politica italiana da Cavour a Grillo)", casa editrice Il settimo libro, 2014.

Ha inoltre pubblicato diversi saggi sui partiti e di politica costituzionale.

### Letteratura
- "Quando d'amore parlano gli dei" casa editrice Il Ventaglio, 1986, finalista al Premio Fregene di poesia.
- "Alba Pratalia Aràba" Fermenti, 1994, poesia.
- "La piuma del ghetto", casa editrice Gallucci, 2023, romanzo vincitore del Premio Bancarella Sport 2024[1], e del Premio Grandi Lettori Invictus 2024.

È presente in diverse antologie in Italia, e tradotto in Inghilterra, Stati Uniti e nell'ex Jugoslavia.
Suoi versi sono stati messi in scena nel 1986 al Festival della Letteratura di Roma dal regista Giancarlo Nanni, e sono stati recitati in pubblico da Giorgio Albertazzi, Lydia Mancinelli e Elio Pecora. Ha vinto nel 1987 i premi Nosside nell'ambito della poesia e della videopoesia. Nel 1994 gli è stato insignito il premio Cultura del Mare. È inserito nell'"Antologia della poesia erotica italiana del novecento", curata da Carlo Villa per la casa editrice Newton Compton, 1981. Dal 1987 al 1988 ha diretto il Festival della Letteratura, tenutosi all'Orto botanico di Roma. Per Raitre, nel 1987, ha diretto e presentato la trasmissione in quattro puntate "Le voci della scrittura".

### Teatro e Regia
Si forma al cinema come assistente alla regia di Marco Leto e nel teatro come assistente alla regia di Maurizio Scaparro. Come autore e regista firma tra il 1980 e il 1990 diversi documentari prodotti dall'Agenzia Giornalistica Italia e tradotti in inglese, francese, arabo e spagnolo. Nel 1985 ha vinto il Premio speciale Ici per il documentario al Festival del Film Industriale di Roma. Nel 1989 è andato in onda su Radio1 il suo dramma radiofonico in cinque puntate "Parigi 1939", tratto da un romanzo di Guglielmo Negri. Nel 1990, per Radiotre, ha curato la riduzione radiofonica di un'antologia in trentacinque puntate del racconto italiano del novecento. In campo teatrale gli è stato assegnato nel 1985 il Premio Istituto del Dramma Italiano per la migliore opera teatrale inedita, con "Il segreto di San Pietro", scritto insieme a Guglielmo Negri: opera messa in scena al teatro Flaiano, per il cartellone del Teatro Stabile di Roma nel 1986. Negli anni ottanta è stato critico cinematografico e teatrale per "La voce repubblicana" e per la rivista di spettacolo e cultura Stilb, diretta da Fabio Doplicher.
Dopo una lunga pausa dovuta all'attività giornalistica, torna alla regia teatrale nel 2016, andando in scena al Teatro Testaccio con la propria piece teatrale "L'incredibile storia di George Mallory". Nel 2017 è in scena, al Teatro Petrolini, con "16 ottobre 1943, una storia e altre storie", in cui racconta le vicende familiari legate al padre e alla madre, e al nonno Achille Battaglia, dirigente del Partito d'Azione e comandante militare per il CLN delle forze partigiane nell'Alto Lazio. Nel 2018 viene invitato a chiudere il Festival internazionale della cultura "Ebraica", a Roma, con lo spettacolo teatrale "A testa alta (storia di Moretto)". Nel gennaio 2019, in occasione della Giornata della Memoria della Shoah, lo stesso spettacolo, prodotto dalla Fondazione Museo della Shoah, con il patrocinio di Ucei, Ucr e Università Roma 3, viene rappresentato al Teatro Palladium e al Cinema/Teatro Farnese. Nel gennaio 2020, al Teatro Palladium di Roma, in occasione della Giornata della Memoria della Shoah, va in scena con lo spettacolo "L'uragano - storia di Leone Efrati", prodotto dalla Fondazione Museo della Shoah, con il patrocinio di Ucei e Università Roma 3.
Nell'aprile 2020 escono sui social della Fondazione Museo della Shoah Onlus Facebook, YouTube, Instagram i videomonologhi "Il vestito azzurrino - storia di Ester e di Annetta" e "Hanno preso Moretto".